# Insurgencia en el Sinaí
La Operación Águila (árabe: حملة نسر) es una campaña militar egipcia que se puso en marcha en agosto de 2011 (Operación Águila y Operación Sinaí) en la península del Sinaí. Sus objetivos son hacer frente a los insurgentes islamistas y bandas criminales que amenazan la seguridad nacional de Egipto y de restaurar la ley y el orden. La operación aun está en curso.
Desde fines de 2014 las fuerzas armadas egipcias mantienen la guerra contra una organización terrorista denominada Wilayat Sina la cual mantiene lazos y ha jurado lealtad al Estado Islámico. A su vez se alían con Estados Unidos y sus aliados occidentales y árabes en la guerra contra el Estado Islámico. Los combates se centran en el norte de la península del Sinaí y desde entonces ha matado a miles de terroristas.

## Antecedentes
Las fuerzas de israelíes se retiraron de la península del Sinaí, la cual fue territorio ganado por Israel en el 1967 después de la Guerra de los Seis Días. Más adelante, la península quedó desmilitarizada a raíz de los acuerdos de paz de Camp David entre Israel y Egipto en 1978.
La situación de seguridad en el Sinaí comenzó a deteriorarse a principios de 2011, como consecuencias de la revolución egipcia. Desde febrero de ese año, el gasoducto entre Egipto e Israel en El-Arish fue atacado en cinco ocasiones por los saboteadores. El 30 de julio, los milicianos realizaron un ataque contra una comisaría de policía egipcia en El-Arish, matando a seis policías. El 2 de agosto, un grupo que afirma ser el ala del Sinaí de Al-Qaeda ha declarado su intención de crear un califato islámico en la península del Sinaí.

## Operación
El 14-15 de agosto de 2011, habiendo obtenido la aprobación previa del gobierno de Israel, Egipto desplegó 2500 soldados y 250 vehículos blindados en lugares clave en el Sinaí. Esta medida hizo que fuera la primera vez que Egipto desplegó fuerzas militares en gran escala desde su tratado con Israel en 1979. Los objetivos de la operación son: hacer frente a los insurgentes islamistas y bandas criminales que amenazan la de Egipto y de restaurar la ley y el orden.
El 15 de agosto fuerzas de seguridad egipcias entraron a una casa conocida por ser utilizada por cinco terroristas islamistas muy importantes. Uno de los cinco fue asesinado y los cuatro restantes fueron puestos bajo custodia.
El 16 de agosto, un grupo de pistoleros que se cree que está afiliado con movimientos yihadistas atacaron un retén del ejército egipcio. Las fuerzas de Egipto no sufrieron bajas en el asalto.
El 17 de agosto, dos beduinos fueron asesinados en el sur de Sinaí. Sus familiares culparon a la policía egipcia de sus muertes, pero la policía dijo que no estaba involucrada en el incidente.
El 26 de agosto, el ministro de Defensa israelí Ehud Barak, dijo que Israel está de acuerdo con que Egipto instalara tropas en el Sinaí, aunque los Acuerdos de Camp David lo prohíben terminantemente.
Egipto lanzó la campaña militar "El Derecho del Mártir" el 7 de septiembre de 2015 (sus fases segunda y tercera arrancaron en enero y abril de 2016 y se anunció el inicio de la cuarta fase en agosto de 2017), en el norte del Sinaí, por la Segunda División del Ejército, con el respaldo de la Policía egipcia y unidades especiales antiterroristas. Estas operaciones estaban dirigidas contra grupos terroristas yihadistas como Ansar Beit al Maqdis (Seguidores de la Casa de Jerusalén) que juró lealtad al grupo yihadista en 2014 y pasó a denominarse Wilayat Sina (Provincia del Sinaí).
Según las FF. AA. egipcias durante las fases de esa operación, el Ejército destruyó al menos 130 coches, 250 escondites y almacenes de los miembros terroristas, así como más de 1025 toneladas de explosivos.
En 2017 los ataques en el Sinaí se han centrado contra las Fuerzas de Seguridad y contra la comunidad copta. El área donde más atacaron es la provincia de Wilayat Sina, previamente Ansar Beit Al Maqdis. Se cree que el Estado Islámico fue el único grupo terrorista que mató a 311 personas en Bir al-Abed, el atentado más sangriento en la historia de Egipto. 
El 9 de febrero de 2018 Egipto anunció una nueva ofensiva contra los grupos armados y terroristas. En ella murieron aproximadamente 25 militares y 276 presuntos terroristas según los comunicados publicados por el Ejército. En la provincia del Norte del Sinaí rige un estado de exclusión militar para el ejército de Egipto pero los extremistas pueden actuar fuera del Sinaí.
Atentados contra las iglesias en Alejandría y el Delta del Nilo y contra peregrinos cristianos en el Egipto Medio, se han sumado a los habituales contra controles policiales y puestos militares. El ejército egipcio ha asegurado que ha eliminado a más de 3000 terroristas.

## Ejecución de Ashmawy
Ashmawy fue un líder yihadista, en su pasado había pertenecido a la rama de las fuerzas especiales de las Fuerzas Armadas Egipcias. Se rebeló contra el Estado Egipcio y se alió con el Estado Islámico. Fue detenido en Libia en octubre de 2018 y extraditado a Egipto en mayo de 2019. En noviembre de ese año un tribunal militar lo condenó a muerte por una quincena de crímenes, entre ellos un ataque contra un puesto fronterizo en el que murieron 22 soldados. Entre el historial delictivo de Ashmawi destaca el liderazgo de la milicia Ansar Beit Al Maqdis aliada luego al Estado Islámico. Finalmente fue ejecutado por orden de un tribunal en Egipto junto a 36 acusados el 4 de marzo de 2020. Según el Coronel Tamer al Rifai "fue ahorcado después de haberse agotado todos los recursos judiciales".

## Ayuda internacional
Israel ayudó a Egipto con la inteligencia y el uso de drones contra los bastiones de ISIS. Francia y Reino Unido han firmado acuerdos donde estos países europeos han vendido por millones de libras y dólares armamentos para luchar contra el Daesh y Alemania firmó con Egipto un acuerdo de cooperación en seguridad. Rusia también prestó ayuda, se cree que abrió una base militar en territotio egipcio.